# إلمر جونسون
إلمر جونسون (بالإنجليزية: Elmer Johnson)‏ هو لاعب كرة قاعدة أمريكي، ولد في 12 يونيو 1884 في Beard, Indiana ‏ في الولايات المتحدة، وتوفي في 31 أكتوبر 1966 في هوليوود في الولايات المتحدة.

## وصلات خارجية
- إلمر جونسون على موقعبيزبول رفرنس.كوم (الدوري الرئيسي) (الإنجليزية)
- إلمر جونسون على موقعبيزبول رفرنس.كوم (الدوري الثانوي) (الإنجليزية)